# Sericopus
Sericopus is een geslacht van kevers uit de familie bladkevers (Chrysomelidae).
De wetenschappelijke naam van het geslacht werd in 2005 gepubliceerd door Medvedev.

## Soorten
- Sericopus motschulskyi Medvedev, 2005
- Sericopus viridis Medvedev, 2005